# Lowell (Michigan)
Lowell é uma cidade localizada no estado americano de Michigan, no Condado de Kent.

## Demografia
Segundo o censo americano de 2000, a sua população era de 4013 habitantes.
Em 2006, foi estimada uma população de 4141, um aumento de 128 (3.2%).

## Geografia
De acordo com o United States Census Bureau tem uma área de
8,0 km², dos quais 7,5 km² cobertos por terra e 0,5 km² cobertos por água. Lowell localiza-se a aproximadamente 194 m acima do nível do mar.

## Localidades na vizinhança
O diagrama seguinte representa as localidades num raio de 20 km ao redor de Lowell.